# Abfukk
Abfukk ist eine deutschsprachige Punk-Band aus Wegberg, Nordrhein-Westfalen, die unterschiedliche Einflüsse, unter anderem aus dem Deutschpunk, Hardcore Punk und Hip-Hop verarbeitet.

## Bandgeschichte
Abfukk wurden 2009 aus den Resten der Hardcore-Punk-Band The Itallian Stallion gegründet. Bereits Anfang 2009 wurden die beiden Lieder Brauchen euch nicht mehr und Punker online gestellt. Die erste Show fand am 28. März im Kuba (Heinsberg) statt. Im gleichen Jahr erschien ein erstes Demo mit vier Tracks, das recht schnell ausverkauft war. Gleichzeitig wurde das Material des Debütalbums asi, arrogant, abgewrackt aufgenommen, das jedoch auf Grund eines fehlenden Covers und einem erneuten Abmischen erst 2010 auf LP als Eigenproduktion erschien. Den Vertrieb übernahm ab 2012 das Independent-Label Twisted Chords. 2011 erschien die Extended Play Keine.Kompromisse.Mehr, wieder im Eigenvertrieb.
2015 erschien über Twisted Chords das zweite Album bock.auf.stress, gefolgt von einer Split-Single mit Empowerment.
Sänger Marcel ist außerdem Mitglied der Band Sniffing Glue, mit der Abfukk häufig gemeinsam auf Tour gehen. Zwei Mitglieder der Band sind straight edge.

## Stil
Abfukk spezialisieren sich auf direkten Punkrock mit zum Teil bewusst „asozialen“, prolligen und direkten, szenebezogenen Texten. Man grenzt sich von den gerade im modernen Punkrock vorherrschenden intellektuellen Texten ab und sucht den Schulterschluss zur 1980er Deutschpunkszene. Dabei versucht man an die DIY-Ethik der Hardcore-Punk-Szene anzuknüpfen. Ab dem zweiten Album kamen weitere Einflüsse hinzu. So ist mit Attentat ein Deutschrap-Titel auf dem Album, der zudem die Beastie Boys zitiert.

## Diskografie

### Alben
- 2010: Asi.Arrogant.Abgewrackt (LP, Abfukk Veröffentlichungen, 2012 über Twisted Chords)
- 2015: bock.auf.stress (LP/CD/Download, Twisted Chords)

### Singles
- 2011: Keine.Kompromisse.Mehr (7″, Abfukk Veröffentlichungen)
- 2015: Split-7″ mit Empowerment (Assault Records)

### Demos
- 2009: Demo (Tape/Download)